# Holopogon tenerum
Holopogon tenerum är en tvåvingeart som beskrevs av Jacques-Marie-Frangile Bigot 1878. Holopogon tenerum ingår i släktet Holopogon och familjen rovflugor. Inga underarter finns listade i Catalogue of Life.